# 明治女子短期大学
明治女子短期大学（めいじじょしたんきだいがく）は、東京都千代田区神田駿河台において1950年に設置が計画されていた日本の私立短期大学である。

## 概要
- 1949年、当時の財団法人明治大学は男女共学の明治大学短期大学部とは別に[3]、当記事の『明治女子短期大学』も併設する計画をしていたことが、戦後に発行された複数の資料から読み取れる[4][5][1]。
- しかし結局のところは、明治女子短期大学自体の設置は不認可となり、同時に申請していた『明治大学短期大学部』に統合する形で設置されることとなった。

## 設置予定のあった学科
- 法律科 入学定員80名[1]。
- 経済科 入学定員80名[1]。